# Варегем (футбольный клуб)
«Варегем» — бельгийский футбольный клуб из Варегема, существовавший в 1925—2001 годах. Полуфиналист Кубка УЕФА 1985/86. В 2001 году объединился с командой «ВВ Зюлтсе» (Зюлте) в клуб «Зюлте-Варегем».

## История
Клуб «КСВ Варегем» (в дословном переводе — «Королевский Спортивный Союз Варегема») был основан в 1925 году в соседнем городе Варегем (население порядка 37 000 жителей), и с тех пор принимал участие в региональных футбольных турнирах.
Первоначально клуб именовался «Варегем Спортиф» (фр. Waereghem Sportif). В 1945 году название команды с французского языка сменилось на голландское (нидерл. Waregem Sportief).
В 1946 году, после объединения с ещё одной местной командой «Ред Стар Варегем» был образован новый клуб, получивший название «СВ Варегем». В 1951 году команда получила статус «Королевского клуба» (нидерл. Koninklijke), поскольку к тому времени клуб отыграл в различных турнирах чемпионата Бельгии свыше 25 лет. В 1963 году команда стала участником Второго дивизиона. В 1966 году команда впервые в своей истории отобралась в высший дивизион чемпионата Бельгии, где выступала с сезона 1966/67 по сезон 1971/72, когда покинула турнир по итогам чемпионата.
В 1973 году команда выиграла турнир Первого дивизиона и с тех пор неизменно принимала участие во всех сезонах чемпионата Бельгии по футболу. Покинув турнир в сезоне 1993/94, «Варегем» стал победителем Первого дивизиона в 1995 году, спустя всего год вернувшись в элитный дивизион. Однако возвращение оказалось недолгим: в сезоне 1995/96 клуб в последний раз покинул высшую лигу, и с тех пор ни разу не поднимался в элиту. Лучшим результатом клуба в период пребывания в высшей лиге стало четвёртое место в сезонах 1967/68, 1984/85 и в сезоне 1992/93.
В 1974 году «Варегем» впервые в своей истории стал обладателем кубка Бельгии, а в сезоне 1982 года вышел в финал турнира. За этим последовала победа в суперкубке Бельгии. В 1999 году последовало ещё одно понижение — до Третьего дивизиона. Из-за серьёзных финансовых проблем в 2001 году произошло слияние клуба с местной командой из соседнего города Зюлте — «ВВ Зюлтсе», с сохранением аттестационного номера. Новообразованная команда получила название «Зюлте-Варегем».

## Достижения на национальном уровне
- Обладатель Кубка Бельгии: 1974
- Финалист Кубка Бельгии: 1982
- Обладатель Суперкубка Бельгии: 1982
- Лучший результат в чемпионате Бельгии — 4-е место: 1984/85, 1992/93

## Результаты в еврокубках
| Сезон   | Турнир        | Раунд        | Соперник         | Дома | В гостях | Общий счёт     |  |
| ------- | ------------- | ------------ | ---------------- | ---- | -------- | -------------- |  |
| 1968/69 | Кубок ярмарок | Первый раунд | Атлетико Мадрид  | 1:2  | 1:0      | 2-2 (в.г.)     |  |
| 1968/69 | Кубок ярмарок | Второй раунд | Легия            | 1:0  | 0:2      | 1-2            |  |
| 1974/75 | Кубок кубков  | Первый раунд | Аустрия (Вена)   | 2:1  | 1:4      | 3-5            |  |
| 1985/86 | Кубок УЕФА    | Первый раунд | Орхус            | 5:2  | 1:0      | 6-2            |  |
| 1985/86 | Кубок УЕФА    | Второй раунд | Осасуна          | 2:0  | 1:2      | 3-2            |  |
| 1985/86 | Кубок УЕФА    | Третий раунд | Милан            | 1:1  | 2:1      | 3-2            |  |
| 1985/86 | Кубок УЕФА    | 1/4 финала   | Хайдук (Сплит)   | 0:1  | 1:0      | 1-1 (5:4 пен.) |  |
| 1985/86 | Кубок УЕФА    | 1/2 финала   | Кёльн            | 0:4  | 3:3      | 3-7            |  |
| 1988/89 | Кубок УЕФА    | Первый раунд | Молде            | 0:0  | 5:1      | 5-1            |  |
| 1988/89 | Кубок УЕФА    | Второй раунд | Динамо (Дрезден) | 1:4  | 2:1      | 3-5            |  |
| 1993/94 | Кубок УЕФА    | Первый раунд | Куусюси          | 0:4  | 1:2      | 1-6            |  |